# Jørgen Wichfeld (politiker)
 Der er flere personer med dette navn, se Jørgen Wichfeld.
Jørgen Wichfeld (30. november 1800 på Engestofte – 3. maj 1888 sammesteds) var en dansk godsejer og politiker.
Han var søn af major, senere kammerherre og oberstløjtnant Henning Wichfeld (brodersøn af landsdommer Jørgen Wichfeld) til stamhuset Engestofte og Anna Henriette Marie f. Braes (død 1853), blev student fra Roskilde Katedralskole 1818, juridisk kandidat 1824, var fra 1828 en tid lang auskultant i Rentekammeret og overtog ved sin faders død 1846 stamhuset, i hvis bestyrelse han fulgte med tiden ved bortsalg af bøndergods m.v. 1827 blev han kammerjunker, 1847 kammerherre og 25. november 1852 Ridder af Dannebrog. Han døde 3. maj 1888.
Wichfeld var 1848-54 medlem af Maribo Amtsråd, og af Lolland-Falsters Stifts sædegårdsejere valgtes han 1846 til stænderdeputeret, og som kongevalgt medlem af Rigsrådets Landsting fra 14. november 1864 havde han efter grundlovsforandringen 1866 sæde i Rigsdagens Landsting fra 28. juli 1866, indtil hans mandat udløb 14. november 1876. I det politiske liv spillede han ingen fremtrædende rolle. Hans antikvariske og historiske interesser gav sig udtryk i nogle afhandlinger om Mariboegnens fortidsminder og i en viografi af den berømte geolog Niels Steensen.
Jørgen Wichfeld var desuden 1848-58 formand for Lolland-Falsters Brandforsikring for rørlig Ejendom, 1854-78 repræsentant i Maribo Diskontobank, 1856-57 formand og derpå direktør for samme, 1856-72 medlem af Det Kongelige Danske Landhusholdningsselskab, fra 1870 repræsentant i Det gjensidige Forsikringsselskab "Danmark", 1865 medstifter af landbrugsskolen Søgård ved Kongeåen og samme år medstifter og medlem af bestyrelsen for Oktoberforeningen
Han blev gift 18. april 1843 i Helligåndskirken med Warinka Frederikke Louise Rosenkrantz (16. maj 1822 i København – 28. juli 1908 i Grandløse), datter af amtmand Niels Preben Rosenkrantz og Karen Elisabeth f. Klingberg.
Der findes fotografier, bl.a. af Alfred Cailliez i Paris (Det Kongelige Bibliotek). Desuden to ovale portrætmalerier af Wichfeld og hustru malet 1855 af August Schiøtt (solgt 27. september 2010 på Bruun Rasmussen Kunstauktioner som lot nr. 127).